# RBDjan
RBDjan, artiestennaam van Arbi Hakopians (Teheran, 1984), is een Armeens-Nederlandse rapper. Hij is lid van de rapgroep THC en sinds 2004 ook actief als solo-artiest.

## Biografie
Hakopians is geboren in het Iraanse Teheran als zoon van Armeense ouders. Ze ontvluchtten dat land toen Hakopians drie maanden was en vestigden zich in de jaren tachtig in de Amsterdamse wijk Bijlmer. Toen zijn ouders uit elkaar gingen, kwam Hakopians op zijn negende met zijn moeder te wonen in de buurt rondom het Waterlooplein en met zijn vader in Amsterdam-Noord. 
Zijn eerste aanraking met hiphop was op zevenjarige leeftijd. Van een kennis kreeg hij het album Doggystyle van de Amerikaanse rapper Snoop Dogg. Zijn eerste echte invloed om te gaan rappen was zijn broer, die bekend is onder zijn artiestennaam Flex de Hittespitter. Zijn broer rapte gangsterrap in het Nederlands, wat in die tijd nieuw was en RBDjan motiveerde om hetzelfde te gaan doen. Op dertienjarige leeftijd begon hij met het schrijven van rapteksten.
In Amsterdam-Noord kwam Hankopians in contact met rapper Ado'nis, die hem introduceerde bij de rapgroep THC. Met deze groep begon RBDjan muziek te maken en begon hij zijn eerste successen te hebben. Op het opkomende internet gingen ze viraal met onder andere de nummers Je bakt er niks van en Zou je kogels vangen voor je mattie. In 2004 had hij met DJ Chuckie en QF succes in de Nederlandse hitlijsten met het lied Ballen tot we vallen. Het kwam tot de vijftigste plek van de Single Top 100 en tot de negende plaats van de Tipparade van de Top 40. Ook het lied Wil je weten hoe het voelt? van THC was in 2004 succesvol. Tussen 2005 en 2007 bracht hij met THC de mixtapes Artikel 140 - "De ene kant en de andere kant" en Puur & onversneden uit, beide met noteringen in de Album Top 100.
Kort na de periode dat RBDjan met THC successen had, werd hij betrapt op drugshandel. Door een drugsinval raakte hij toen zijn huis kwijt en moest hij opnieuw bij zijn moeder gaan wonen. Die besloot hem later het huis weer uit te zetten toen zij opnieuw drugs bij hem vond. Ook bij zijn vader kon hij niet wonen. Die vertelde hem namelijk dat hij bij hem kon gaan wonen als RBDjan werk ging zoeken, maar door zijn trots besloot RBDjan om dat niet te doen. Hij was enige tijd dakloos en sliep onder andere in "The Hangout" van de Hells Angels. In 2008 zat hij een half jaar vast voor openlijke geweldpleging, poging tot doodslag en handel in verdovende middelen. Muzikaal gezien was het in die periode stil rondom RBDjan.
Hij deed in 2008 een wintersessie en een zomersessie bij 101Barz en in 2009 was RBDjan te horen op de mixtape So so lobi van Winne. Hij kwam het jaar erop met de mixtape #Code Willem en bracht in 2011 zijn debuutalbum De onderwereld uit. In dat jaar deed hij ook nog een studiosessie bij 101Barz. Na dit album besloot de artiest zijn rapcarrière op een lager pitje te zetten en zich meer te focussen op het legaal verdienen van geld. Dit kwam mede doordat zijn toenmalige vriendin zwanger was geworden. Hij werkte in die jaren onder meer als loodgieter, cv-monteur, coffeeshopmedewerker en kok.
Hoewel hij op muzikaal gebied minder actief was, betekende het niet dat hij helemaal niks meer deed. Hij maakte in 2012 de korte film Linkerbaan en kwam in 2013 met de ep Renaissance. In 2017 deed hij een opnieuw een studiosessie bij 101Barz en begon hij weer met het uitbrengen van singles. Hij kwam het daaropvolgende jaar met het album King, met daarop bijdragen van onder meer Lijpe, Adje, Josylvio, Kempi, Diggy Dex, Jayh en Dicecream. Inspiratie voor dit album was zijn zoon, waar het album ook naar is vernoemd. Met dit album besloot de artiest zich ook weer volledig te focussen op hiphop. Hij werkte in 2021 met THC medelid Rocks samen om de ep The Hustle Continues uit te brengen.
Hij deed in 2022 voor de vijfde keer een solosessie bij 101Barz en bracht in het najaar het album Kleine jongens worden groot. Dit album is tot stand gekomen doordat Adje voorstelde om een album voor RBDjan te gaan produceren. Op dit album staan samenwerkingen met onder andere Latifah, Puri, Adje, Kempi, Rocks, Sevn Alias, Crooks, Jebroer en RBDjan's broer Flex de Hittespitter. Op het album gaat de rapper in op hoe zijn leven was en hoe hij er als volwassen rapper er op terugkijkt. Hij kwam in 2023 met de single Amsterdamse nachten, dat een ode is aan de stad waar hij vrijwel zijn hele leven heeft gewoond. Begin 2024 bracht hij met D-Double de single Kwijt uit en deed hij een Wintersessie bij 101Barz.

## Discografie

### Albums
| Album                            | Verschijnen      | Label                       | Hitlijsten | Hitlijsten | Opmerkingen   |
| Album                            | Verschijnen      | Label                       | NL         | NL         | Opmerkingen   |
| Album                            | Verschijnen      | Label                       | Piek       | Weken      | Opmerkingen   |
| -------------------------------- | ---------------- | --------------------------- | ---------- | ---------- | ------------- |
| De onderbaas                     | 11 februari 2011 | Top Notch                   | 25         | 2          | Studioalbum   |
| Renaissance                      | 16 mei 2013      | ART.140                     | —          | —          | Extended play |
| King                             | 12 januari 2018  | Eigen beheer (RBDjan Music) | 55         | 2          | Studioalbum   |
| The Hustle Continues (met Rocks) | 28 mei 2021      | THC Recordz, RBDjan Music   | —          | —          | Extended play |
| Kleine jongens worden groot      | 24 november 2022 | ROQ 'N Rolla Music          | —          | —          | Studioalbum   |

### Nummers met notering(en) in een hitlijst
| Lied                                        | Verschijnen     | Album               | Hitlijsten  | Hitlijsten  | Hitlijsten   | Hitlijsten   | Opmerkingen |
| Lied                                        | Verschijnen     | Album               | NL (Top 40) | NL (Top 40) | NL (Top 100) | NL (Top 100) | Opmerkingen |
| Lied                                        | Verschijnen     | Album               | Piek        | Weken       | Piek         | Weken        | Opmerkingen |
| ------------------------------------------- | --------------- | ------------------- | ----------- | ----------- | ------------ | ------------ | ----------- |
| Ballen tot we vallen (met DJ Chuckie en QF) | 2004            | —                   | tip9        | —           | 50           | 7            |             |
| 1995 (met Idaly en Adje)                    | 5 november 2020 | Eerlijk (van Idaly) | —           | —           | 76           | 1            |             |